# شلل النوم
شلل النوم أو الجاثوم هو الحالة التي تحدث أثناء الاستيقاظ أو النوم، يكون الشخص واعيا ولكن غير قادر على التحرك أو الكلام. خلال النوبة، قد يصاب الفرد بالهلوسة (سماع، الشعور بـ، أو رؤية أشياء غير موجودة)، والذي غالبا ما يؤدي إلى الخوف. النوبات عموماً تستمر أقل من بضع دقائق. وقد تحدث كنوبة واحدة أو متكررة.
الحالة قد تحدث للأصحاء، أو الذين يعانون من النوم القهري، أو قد يتم تناقلها وراثياً في الأسر نتيجة تغييرات وراثية معينة. يمكن أن يكون سبب الحالة قلة النوم، التوتر النفسي، أو دورات النوم المضطربة. الآلية الأساسية يعتقد أنها تنطوي على خلل في نوم حركة العين السريعة. ويستند التشخيص على وصف المريض. تشمل الحالات الأخرى التي يمكن أن تظهر مشابهة لشلل النوم: نوبة الصرع الارتخائية وشلل نقص بوتاسيوم الدم الدوري.
لم تتم دراسة خيارات العلاج في حالة شلل النوم في الأبحاث العلمية بشكلٍ مُوسّع. من المستحسن طمأنة الأشخاص المصابين بالحالة أنها شائعة وليست خطيرة عموماً. الجهود الأخرى التي يمكن القيام بها تشمل النوم الصحي، العلاج السلوكي المعرفي ومضادات الاكتئاب.
بين 8% و50% من البشر يعانون من شلل النوم في فترة ما من فترات حياتهم. حوالي 5% من البشر يصابون بنوبات بصورة مستمرة. ويصيب المرض الذكور والإناث بنفس المعدل. تم وصف شلل النوم كثيراً عبر التاريخ. ويعتقد أنه كان له دور في خلق قصص عن الاختطاف من قبل كائنات فضائية وغيرها من الأحداث الخارقة.

## الأعراض
مؤخراً استطاع العلماء اكتشاف أحد أسرار هذا الاضطراب ووصفه بطريقة علمية، وذلك بعد اكتشاف مراحل النوم المختلفة، ومعرفة جميع التغيرات الحيوية التي تصاحب كل مرحلة منها. وتتركز مرحلة النوم الحالم، التي تبدأ عادة بعد 90 دقيقة من بداية النوم، في الثلث الأخير من ساعات النوم قرب وقت الاستيقاظ، وتتميز بارتخاء كامل لعضلات الجسم جميعها، ماعدا عضلة الحجاب الحاجز وعضلات العين الخارجية، ويَعرض فيها للنائم من الأحلام المسلسلة الواضحة ما يمكن أن يكون نتيجة لنشاط ذهني غني بالأحداث.

## الأسباب
السبب في شلل النوم، هو خروج الإنسان من مرحلة النوم الحالم إلى مراحل النوم غير الحالم ومن ثم الاستيقاظ ووعيه بما حوله، إلا أنه - خلافا للطبيعي – لا يمكنه التخلص من خاصية الارتخاء العضلي الكامل التي تميز النوم الحالم، مما يؤدي إلى الشعور بالتوتر والرعب الشديدين، نتيجة لرؤية بعض الأطياف المزعجة، والإحساس بالعجز والاختناق وعدم القدرة على الكلام والحركة. وتستمر نوبة شلل النوم ما بين ثوان قليلة إلى عدة دقائق تنتهي بعودة القدرة على الحركة والكلام، ومن ثم الاستيقاظ في حالة من الرعب والتوتر وحتى البكاء، نظراً لشعور الشخص أنه كان في حالة احتضار.
إن نوبات شلل النوم تصيب حوالي 3 من كل 10 أشخاص، وتبدأ ملاحظتها أولاً في سن المراهقة، إلا أنها تصيب كلا من الجنسين في جميع الأعمار. ويمكن لهذا الاضطراب في النوم الحالم أن يصيب عدة أفراد في عائلة واحدة بصورة مكثفة. كما أن هناك أبحاث تؤكد أنه قد يكون له علاقة بالجينات، أي من الممكن أن يكون وراثياً.
وهناك من العوامل ما يساعد على حدوثه، حيث يُعد الحرمان من النوم أهم أسباب الإصابة بشلل النوم نظرا لفرط الارتخاء العضلي وكثافة مرحلة النوم الحالم التي يتميز بها من يعاني من الحرمان المفرط من الساعات الكافية من النوم، كمن يتعمد السهر لساعات طويلة ولا يأخذ ما يكفيه من النوم الجيد نظراً لارتباطاته العملية والاجتماعية. وفي نفس السياق يشير إلى أن القلق المفرط والتوتر الزائد، ووضعية النوم على الظهر، والإصابة ببعض الأمراض النفسية كاضطراب القطب الثنائي، أهم عوامل الخطر المساعدة على الإصابة بشلل النوم. كما أن التوقف المفاجئ عن تناول الأدوية المثبطة للنوم الحالم، كعلاجات الاكتئاب، قد يؤدي إلى الظهور المتكرر لهذه الحالة المزعجة.
وربما شلل النوم قد يكون أحد الأعراض الدالة على مرض النوم القهري (Narcolepsy) حيث يُعد أحد الأعراض الرئيسية لهذا المرض والتي منها نوبات النوم الفجائية، والوهن العضلي المُؤقت أثناء الاستيقاظ.

## التشخيص
علمياً هو حالة تتميز بشلل مؤقت للجسم بعد الاستيقاظ من النوم. بالغالب بعد الاستيقاظ من النوم بفترة وجيزة ويسمى [hypnopompic paralysis], ونادرا قبل وقت قصير من النوم ويسمى [hypnagogic paralysis].
من الناحية الفسيولوجية، وهو وثيق الصلة بالشلل الذي يحدث كجزء طبيعي من وضعية النوم REM (حركة العين السريعة)، والذي يعرف باسم REM atonia.
يحدث شلل النوم عندما يستيقظ المخ من نوم ال-REM، ولكن الشلل الجسدي ما يزال قائماً. وهذا يجعل الشخص واعياً تماماً ،لكنه لا يتمكن من الحركة. بالإضافة إلى ذلك، يمكن أن تكون هذه الحالة مصحوبه بالهلوسة.
غالباً، يعتقد الشخص الذي يصاب بشلل النوم بأنه يحلم. لأن الشعور مشابه لشعور الشخص الذي يحلم لأنه لا يقدر على الحركة ومتجمد في مكانه، ويزيد من ذلك الشعور عنصر الهلوسة (بالإنجليزية: Hallucinatory) حيث يرى الشخص عناصر خيالية في الغرفة، التي تكون شبيهه بالأحلام.
لا يجب النظر إلى شلل النوم على أنه مرض خطير، لأنه لا يعدو في الغالب ظاهرة من ظواهر النوم المعروفة. ولا يوجد دليل على خطره المباشر أو تسببه في الوفاة، نظرا لاستمرار أداء عضلة الحجاب الحاجز واستقرار وظيفة التنفس ونسبة تشبع الدم بالأكسجين. ولذا، لا تحتاج معظم نوبات شلل النوم إلى علاج محدد، فمعظمها يكون نادر الحدوث، وتحتاج فقط إلى طمأنة المصاب، وشرح طبيعة الاضطراب. إلا أن تكرار حدوث النوبات يمكن أن يؤدي إلى توتر المريض أثناء النهار وقلقه قبل ساعات النوم خوفاً من التعرض لها، مما يمكن أن يسبب الأرق المزمن. وفي هذه الحالة يجب زيارة طبيب اضطرابات النوم لمناقشة العوامل المؤثرة والاهتمام بتجنب الأسباب المثيرة كالحرمان المزمن من النوم وممارسة عمل المناوبات الليلية، والتأكد من خلو المريض من أي اضطراب نوم سلوكي أو عضوي آخر كانقطاع التنفس أثناء النوم.

## الأعراض
العارض الرئيسي هو شلل جزئي أو كامل لعضلات وعظام الجسم أثناء حالة [hypnopompic] أو [hypnagogic]. بعبارة أخرى هو الإحساس بعدم القدرة على الحركة أو الحديث حال الاستيقاظ من النوم أو الخلود اليه.
يمكن أن يصاحب الشلل النومي بالهلوسة [hypnagogic hallucinations], وتكون سمعية / بصرية / شعورية.
يمكن أن يستمر الشلل من بضع ثوان إلى بضع دقائق قبل أن يستطيع الشخص اما العودة إلى نوم ال- REM وإما أن يستيقظ تماما. وإذا عاد الشخص إلى النوم فمن المرجح ان يدخل إلى وضعية الحلم.

## الأسباب
لا يعرف الكثير عن فسيولوجيا شلل النوم. ومع ذلك، اقترح البعض انه قد يكون مرتبطا بكبت الخلايا العصبية الحركية في منطقة جسر فارول في الدماغ. خاصة، مع تدني مستويات الميلاتونين، والذي يحول دون تفعيل العضلات، لمنع جسم الشخص الذي يحلم من تحريك عضلاته (القصد منع الشخص الحالم من تحريك قدميه إذا كان يحلم بأنه يعدو مثلا).
وتشير الدراسات المختلفة إلى ان الكثير من الناس أو معظمهم تعرضوا لشلل النوم على الاقل مرة أو مرتين في حياتهم.
بعض التقارير أوردت عدة عوامل تزيد من احتمال كل من الشلل والهلوسة. وتشمل هذه:
- النوم ووضعية الوجه لأعلى [supine position].
- انقطاع النفس النومي.
- عدم انتظام مواعيد النوم.
- نقص الاكسجين عن المخ.
- ضغوطات متزايدة.
- تغييرات فجائية في البيئة المحيطة /ادخال تغييرات في أسلوب الحياة.
- العقاقير المنومة [ADD] أو [antihistamines].
- استخدام عقاقير هلوسة.
- الوراثة[5]

## العلاج
بالنسبة لعلاج شلل النوم، فهو يعتمد أساساً على انتهاج سلوك حياة صحي كانتظام مواعيد النوم والاستيقاظ، وممارسة الرياضة، والنوم لساعات كافية أثناء الليل، والنوم على أحد الجنبين بدلاً من الاستلقاء على الظهر، إضافة إلى تجنب أسباب التوتر والسهر وعلاج القلق بالوسائل السلوكية.
وأيضاً يدخل العلاج في إمكانية وصف الأدوية المهدئة كدواء «كلونازيبام» أو علاجات الاكتئاب لتخفيف التوتر، وتثبيط مرحلة النوم الحالم في حالات محددة. وعند الحاجة للتأكد من عدم الإصابة بمرض النوم القهري يقوم طبيب اضطراب النوم بفحص المصاب واختبار نومه في مختبر اضطرابات النوم أثناء الليل، يتبعه إجراء اختبار الغفوات القصيرة أثناء النهار، وذلك لرصد كثافة مرحلة النوم الحالم في كلا الفحصين، والوصول إلى التشخيص الدقيق ومن ثم وصف العلاج الخاص بهذا المرض، ومن أهم ما يجب عمله في طرق الوقاية والعلاج هو:
1- تنظيم مواعيد النوم.
2- ممارسة نشاط رياضي.
3- البعد عن التوتر وحل المشكلات التي تحدث لك.
بالإضافة إلى ذلك، عند التعرض لشلل النوم، يوجد هناك ما يمكن فعله للحظات معدودة للتخفيف من القلق والخوف وتسريع عملية الاستيقاظ. حيث أنه يُنصح بتحريك أصابع القدم وعدم المقاومة وفتح العينين وإغماضهما بشكل مستمر، فذلك يُساعد على الإستيقاظ بشكل أسرع.